# Bastida Pancarana
Bastida Pancarana là một đô thị ở tỉnh Pavia trong vùng Lombardia của Ý, có cự ly khoảng 45 km về phía nam của Milan và khoảng 14 km về phía tây nam của Pavia ở vùng truyền thống Oltrepò Pavese.
Bastida Pancarana giáp các đô thị sau: Bressana Bottarone, Castelletto di Branduzzo, Cava Manara, Mezzana Rabattone, Pancarana, Sommo, Zinasco.